# Castillo de Bayuela
Castillo de Bayuela es un municipio y localidad española de la provincia de Toledo, en la comunidad autónoma de Castilla-La Mancha. El término municipal tiene una población de 921 habitantes (INE 2024).

## Toponimia
El topónimo Bayuela deriva de 'Valle de Ala' o 'valle de las bendiciones', término que los musulmanes le pusieron cuando se asentaron en esta localidad de ahí sus numerosos restos musulmanes, cristianos y visigodos siendo el pueblo de la Sierra de San Vicente con mayor historia y hallazgos históricos o también de la forma diminutiva latina de buda que significa anea, una planta que crece en la zona.

## Geografía
El municipio se encuentra situado en la falda meridional del cerro denominado del Castillo, en la comarca de la Sierra de San Vicente. Linda con las poblaciones de El Real de San Vicente, Garciotum, Cardiel de los Montes, Lucillos, Cazalegas, San Román de los Montes e Hinojosa de San Vicente, todas de Toledo.

## Historia
Desde la época del Paleolítico hasta nuestros días, el territorio y población de Castillo de Bayuela siempre ha estado habitado, dejando en el paisaje gran número de vestigios arqueológicos y artísticos. De época paleolítica se han hallado gran número de piedras talladas y bifaces; Molinos barquiformes, hachas pulimentadas, microlitos, lajas de piedra megalíticas y otros materiales han sido hallados de la época Neolítica. En la Edad del Bronce el Cerro del Castillo sirve como lugar en donde fundar un castro cuya necrópolis se ubicaba en el contiguo Cerro Calamocho. Los vettones siguieron reutilizan el mismo lugar, levantaron murallas y esculpieron tres verracos que hoy se encuentran en la plaza de San Antonio, en la misma villa, siendo el Toro uno de los ejemplos más sobresalientes de la provincia de Toledo. 
En época romana se establecieron gran número de villas rústicas en el valle, así como la creación de una presa romana en El Romo, testar de terra sigillata, o una posible calzada en Las Revueltas. Los visigodos también dejaron su impronta hallándose dos necrópolis visigodas, siendo una de ellas (la descubierta por Melchor Fernández) en la que se halló un ajuar de fíbulas aquiliformes, broche de cinturón, anillo y cuentas de collar. 
Con la invasión musulmana el Cerro del Castillo es nuevamente reutilizado para imponer una atalaya que comunicara con otras tantas levantadas en la comarca y en la reconquista también fue reutilizado para empezar a levantar la iglesia de Santa María del Castillo. Castillo de Bayuela, empezó a existir como aldea en este cerro, y el 12 de octubre de 1393 consigue el título de villazgo por mano de Enrique III el Doliente a cuyo cargo estaban las aldeas de Hinojosa, Garciotún, El Real, Nuño Gómez, Marrupe y Pajares. A partir de hacerse villa, será tierra de señorío otorgado a Ruy López Dávalos, después a Álvaro de Luna, a su hija María de Luna y Pimentel que casada con Íñigo López de Mendoza pasará a ser propiedad de tan afamada familia. Es a partir de este momento cuando Mendozas, Portocarreros y duques de Híjar suceden al marquesado que será abolido a principios del siglo XIX. 
En las ruinas del castillo había una ermita que contenía la primera imagen que se tiene conocimiento de la Encarnación. A ella acudían cada 25 de marzo todos los párrocos y sacristanes de los pueblos que componían la antigua jurisdicción de esta villa, costumbre que perduró hasta 1770. Los pueblos que formaron parte de la mencionada jurisdicción eran Hinojosa, Marrupe, El Real de San Vicente, Higuero de las Dueñas, Nuño Gómez y Garciotum, de la que se separaría Marrupe en 1637.
A mediados del siglo XIX, el lugar tenía contabilizada una población de 390 habitantes. La localidad aparece descrita en el sexto volumen del Diccionario geográfico-estadístico-histórico de España y sus posesiones de Ultramar de Pascual Madoz de la siguiente manera: 

CASTILLO DE BAYUELA: v. con ayunt. en la prov. de Toledo (11 leg.), part. jud. de Talavera de la Reina (3 1/2), aud. terr. de Madrid (20), dióc. de Avila (15), c. g. de Castilla la Nueva: sit. á la falda meridional de un cerro que se denomina del Castillo, porque en su cúspide se ven las ruinas de una ant. fort., y en parte de la cord. que divide las dos Castillas. Goza de clima templado, con vientos E. y O. y se padecen intermitentes: tiene 160 casas malas, en varias calles y una plaza cuadrilonga en medio de la cual está el rollo con 7 gradas alrededor, todo de piedra: hay casa de ayunt., cárcel escuela de niños, dotada con 1,100 rs. de los fondos públicos á la que asisten 30; igl. parr., con la advocacion de San Andrés, curato de térm. y provision ordinaria: el edificio es sólido, de piedra, y de algun mérito la portada del S.; á su inmediacion el cementerio, pequeño y de poca ventilacion, y mas lejos 3 fuentes para uso de los vec. las cuales se secan en el verano: al NO. del pueblo se hallan las ruinas que antes hemos citado compuestas de una estensa muralla y una ermita; en esta habia una imagen de la Encarnacion, primera que se conoció en todo el pais, á la que acudian en 25 de marzo, los puebios que componian la ant. jurisd. de esta v., asistiendo sus respectivos párrocos y sacristanes con cruz parr. y estandarte, cuya costumbre duró hasta el año 1770: los pueblos sujetos á esta jurisd. fueron Hinojosa, Marrupe, Real de San Vicente, Higuero de las Dueñas, Nuñogomez y Garciotun, de la que se separó Marruque en 1637. Confina el térm. por N. con el de Real de San Vicente; E. Garciotun y Nuñogomez; S. Cazalegas y Cebolla; O. Hinojosa y San Roman, á dist. de 1/2 leg. á una y comprende los montes llamados Valsamaña y el Romo poblados de encina, algunas cercas para hortaliza y lino y las tierras de labor: al S. una leg. corre el r. Alberche que limita su térm. por esta parte: el terreno es de sierra al lado N. muy quebrado y pedregoso, con enormes canchales y peñascos; al S. llano y de mediana calidad: los caminos son locales á los pueblos inmediatos, y pasa por el centro del pueblo la cañada del ganado trashumante de Estremadura á Castilla: el correo se recibe en Talavera de la Reina. prod.: centeno, trigo, patatas, garbanzos, lino, frutas, vino y aceite; se mantiene ganado de cerda, vacuno, lanar y se cria alguna caza menor. ind.: 5 molinos harineros. pobl.: 140 vec., 390 alm. cap. prod.: 261,000 rs. imp.: 6,775. contr. 16,000. presupuesto municipal: 6,500 del que se pagan 2,200 al secretario por su dotacion y se cubre con el producto de propios y arbitrios, que consisten en los arriendos de pastos y bellota.
(Madoz, 1847, pp. 188-189)

## Demografía
Cuenta con una población de 921 habitantes (INE 2024).
| Gráfica de evolución demográfica de Castillo de Bayuela entre 1842 y 2021                                             |
| |
| Población de derecho según los censos de población del INE. Población de hecho según los censos de población del INE. |

## Administración

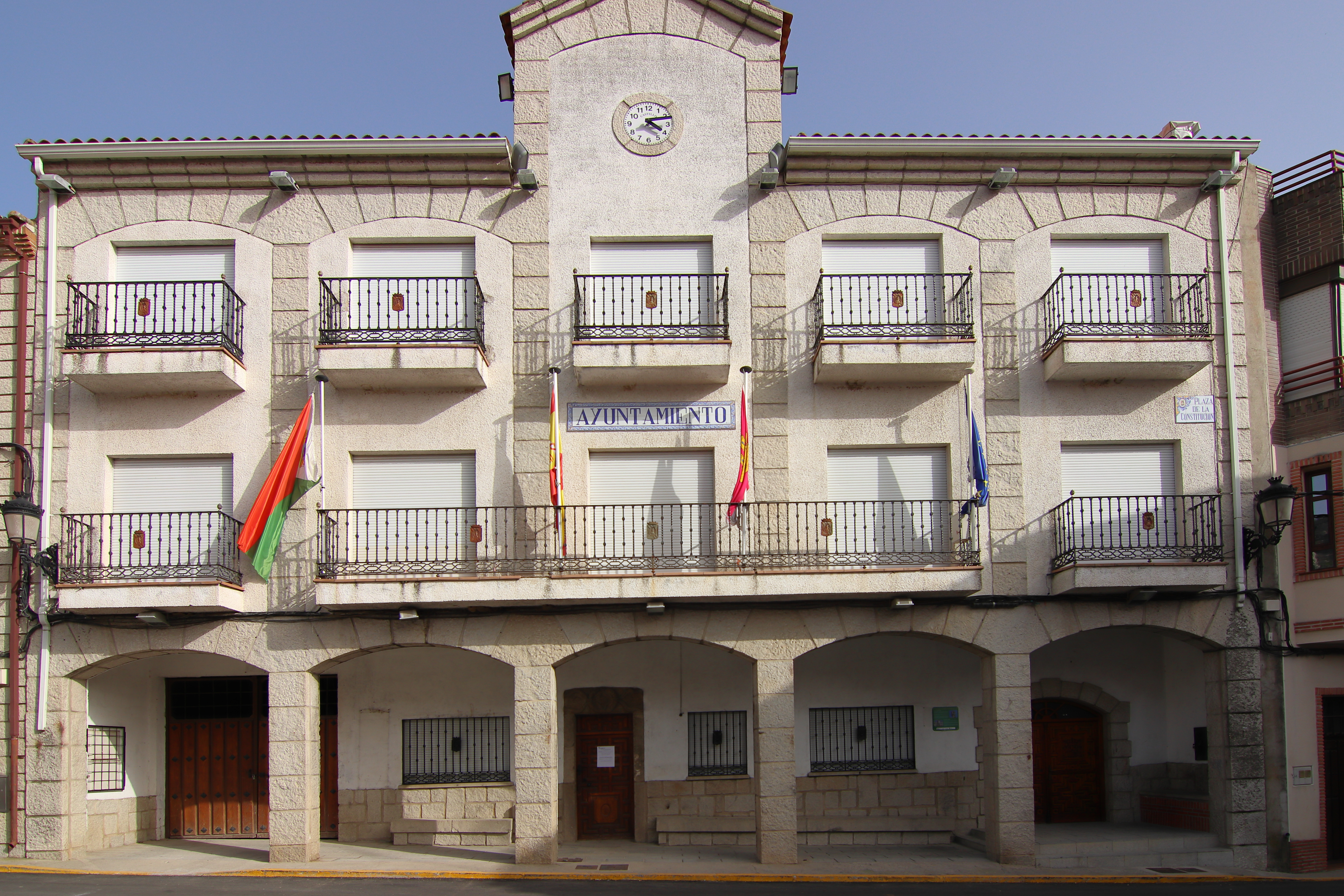
Casa consistorial

| Periodo   | Nombre                      | Partido      |
| --------- | --------------------------- | ------------ |
| 1979-1983 | Restituto García Lahera     | Fuerza Nueva |
| 1983-1987 | Pablo Fernández García      | PSOE         |
| 1987-1991 | Cipriano García Pulido      | PSOE         |
| 1991-1995 | José Fernández Pulido       | PP           |
| 1995-1999 | Lázaro Cerrillo Fernández   | PSOE         |
| 1999-2003 | Isabel García Lahera        | PP           |
| 2003-2007 | Hortensia de la Casa García | PSOE         |
| 2007-2011 | Hortensia de la Casa García | PSOE         |
| 2011-2015 | Hortensia de la Casa García | PSOE         |
| 2015-2019 | Julia Fernández Cerrillo    | PP           |
| 2019-2023 | Julia Fernández Cerrillo    | PP           |
| 2023-act. | Gregorio García Llorente    | PP           |

## Patrimonio

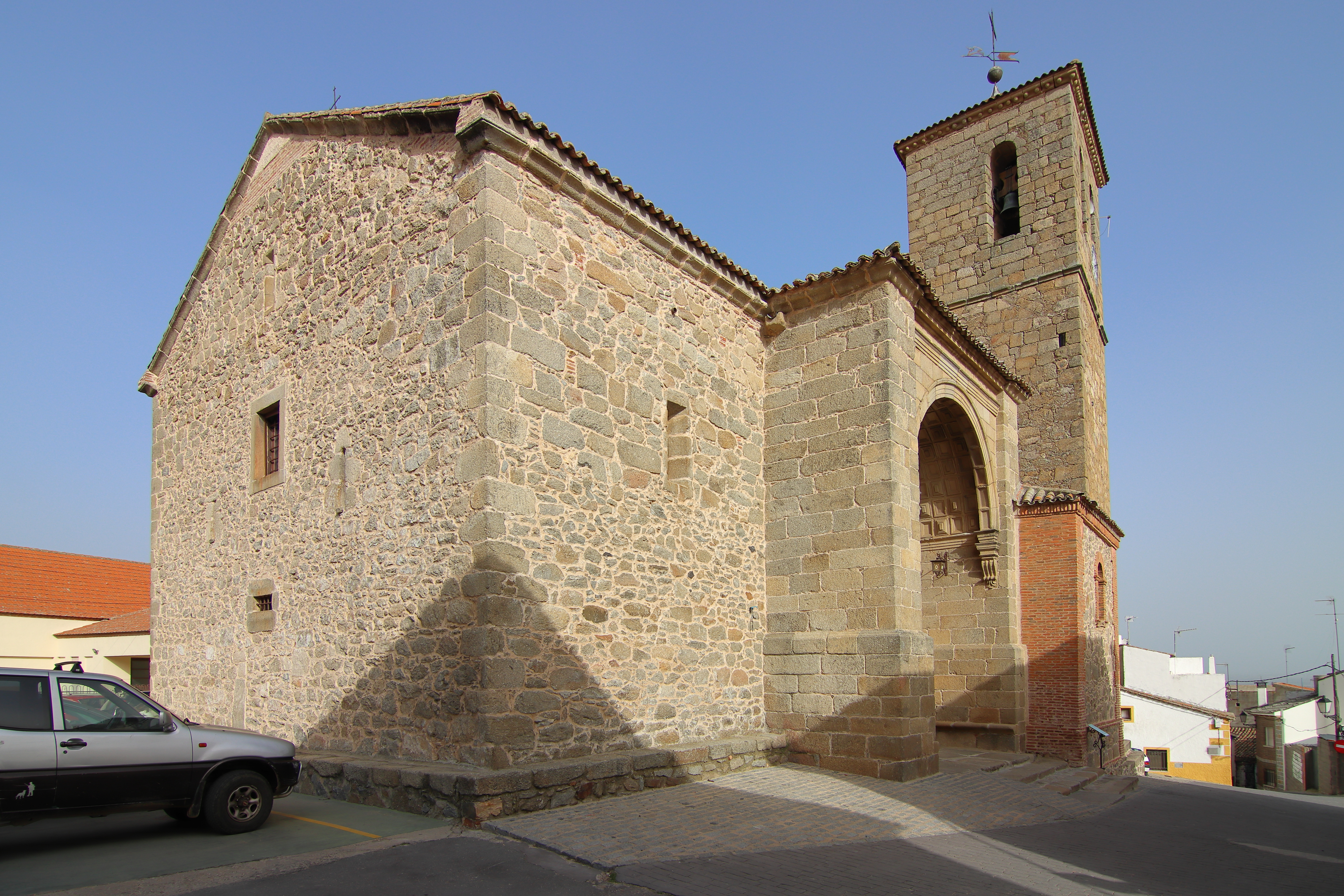
Iglesia de San Andrés

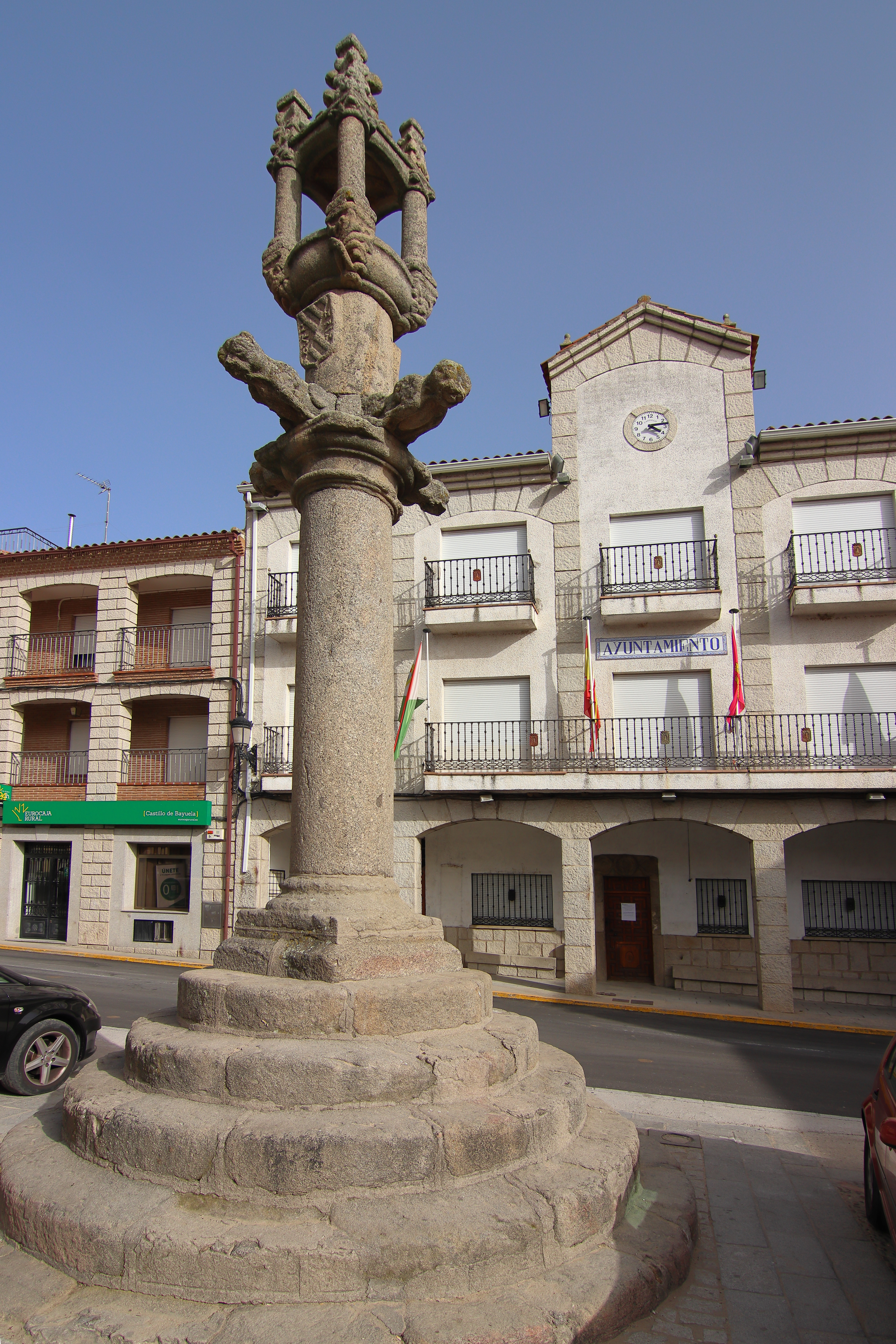
Picota o rollo

- Iglesia parroquial de San Andrés:[1] Erigida hacia 1480 y en continua evolución. De estilo gótico-renacentista se trata de iglesia de una nave y una cabecera semicircular cubierta con bóveda de crucería en terceletes. Tras intervenir Juan de Azpeitia a mediados del siglo XVI la obra fue cedida a Pedro de Tolosa (aparejador de El Escorial) quien realizó entre 1560-1564 la portada principal. En 1924 el interior y todos sus tesoros fueron arrasados en un pavoroso incendio, y tras su restauración, en 1934 la firma Ruiz de Luna levantó el gran Retablo reconocido como la Capilla Sixtina de los Ruiz de Luna.
- Rollo jurisdiccional:[1] Ubicado en la plaza del Ayuntamiento. De estilo gótico tardío de principios del siglo XVI. Mencionado como el rey de los rollos de la provincia de Toledo. Es una obra arquitectónica de gran belleza y esbeltez. Se levanta sobre un graderío circular, una gran columna monolítica sustenta un capitel con cuatro cabezas leonadas bajo un templete. Aparecen dos escudos iguales de la familia de los Mendozas como promotores de tal edificación.
- La Torre Castilla: Edificación religiosa que se halla en el epicentro del Cerro del Castillo, lugar amurallado en donde se ubicaba la antigua población de Castillo de Bayuela. A partir de una atalaya musulmana se reaprovechó para levantar una torre de vigilancia cristiana e ir ampliándose hasta conformar la iglesia mudéjar del siglo XIII de Santa María del Castillo o Nuestra Señora de la Encarnación. Actualmente se encuentra en ruinas pero todavía se deja adivinar su planta y alzado destacando la torre-campanario,una ventana de arquero y la portada mudéjar.
- Los verracos vetones: Existen tres verracos bajados del castro vetón situado en el Cerro del Castillo. El de mayor importancia es el toro, uno de los mejores conservados en la comarca toledana. Se encuentra ubicado en la plaza de San Andrés.
- Una estela antropomorfa o de guerrero: Se trata de una estela de finales de la Edad del Bronce. Es un monolito de piedra perfectamente conservado en cuya cara principal se deja ver el dibujo esquemático de un guerrero. Se trata de una de las estelas de guerrero más grande y mejor conservadas de la península ibérica, además de tener el dibujo de guerrero de mayores dimensiones. Actualmente se halla ubicada en el Centro de Interpretación de la Naturaleza y Patrimonio Histórico.

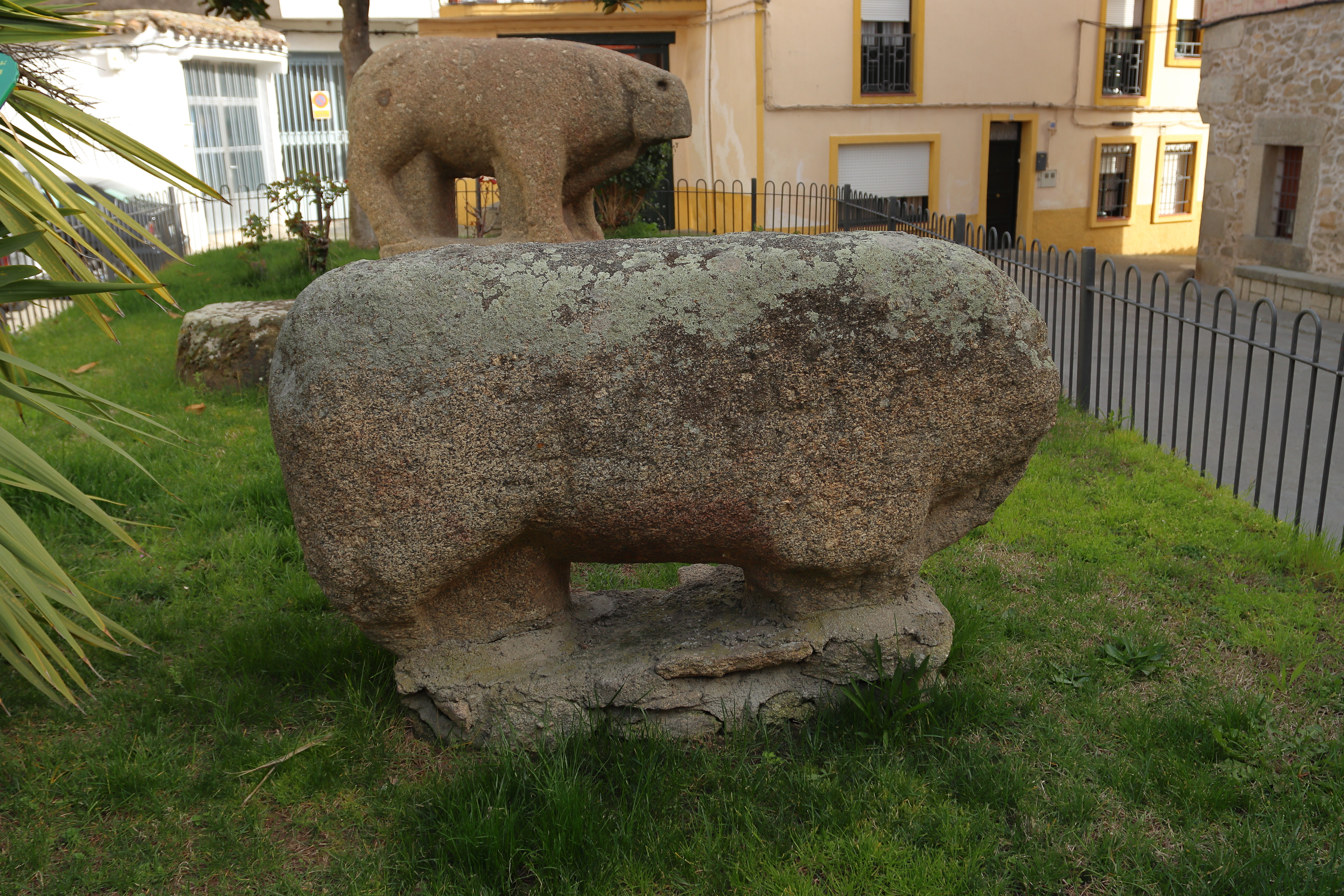
Verracos vetones.

- Casa consistorial: Aunque es una construcción muy moderna, aún conserva dos dinteles decorados del antiguo ayuntamiento del siglo XVI.
- Antiguo Pósito: El pósito de la villa fue fundado por Brianda de Mendoza entre 1505 y 1534. Lo único que resta de su construcción es la portada reformada en el siglo XVIII que se conserva en la plaza de San Andrés.
- Puente de los Molinos: Ubicado en el camino que une las villas de Castillo de Bayuela y Garciotún. Elevado sobre el arroyo Saucedoso o de los molinos. Es una construcción en piedra y levantado en 1607 por Miguel de Castro. Realizado en piedra de un solo ojo de medio punto y pretil marcado con inscripción de su construcción. En su entorno se pueden visitar algunas ruinas de los molinos maquileros.
- Escudo de los Austrias: Escudo levantado en 1613 según rezaba una inscripción hoy desaparecida. Se halla en la salida de la villa hacia El Real de San Vicente, en el hoy llamado Parque de los Austrias.
- Centro de Interpretación de la Naturaleza y Patrimonio Histórico: Ubicado junto al colegio público. Dividido en dos espacios, uno primero de la naturaleza con paneles explicativos sobre la riqueza de flora y fauna de la comarca así como dos completas colecciones de rocas y plumas de aves. El segundo espacio se le dedica al Patrimonio Histórico con paneles explicativos de la riqueza histórica y monumental y una gran muestra de piezas arqueológicas que abarcan las épocas desde el Paleolítico hasta el Medievo. Destaca por encima de todo la Estela de Guerrero, pieza arqueológica de mayores dimensiones en la Península dentro de su tipología.
- Ermita de San Andrés: Ubicada en la Dehesa de Balsamaña contiene la imagen del patrón del pueblo el cual todos los años el primer fin de semana de mayo se lo traslada en romería.
- Frailes de Balsamaña: Increíbles formaciones de tierra que se sitúan en la Dehesa de Balsamaña.
- Cruz de los caídos: Ubicada en la plaza de la iglesia.

## Fiestas y eventos
- 17 de enero, festividad de San Antón, patrón de los animales. En la plazuela de la iglesia: caballos, burros, gallinas, cerdos y demás animales son bendecidos por el párroco. Tras finalizar la cofradía del vino convida con dulces y vino a la gente y prende una hoguera para salvaguardar del frío.
- 20 de enero, San Sebastián: La cofradía del vino promueve todos los años una cencerrada por el pueblo con un caracol marino que retumba en cabeza.
- 3 de febrero: San Blas, en el que, tras la misa, la imagen del Santo es llevada a la plaza del pueblo y los niños besan las barbas del santo para que los proteja de los males de garganta. Tras la procesión hay degustación de chocolate y exquisitas rosquillas en la misma plaza.
- Febrero: Chorizo Gordo (domingo anterior al miércoles de ceniza), celebración muy arraigada en la que bayoleros y un gran número de visitantes disfrutan de un día de campo en un ambiente popular y festivo, comiendo chorizo frito y tortilla de patata. Tradicionalmente se comía el chorizo elaborado con el intestino grueso del cerdo, de aquí el nombre de la fiesta Chorizo Gordo.
- Febrero San Carnal:San Carnal o Carnaval se celebra durante el fin de semana que caiga.Por la tarde se celebra las famosas carreras solidarias hacia caritas del CHORIZO GORDO con una grandísima afluencia tanto en corredores como público. Después una charanga anima. Por la noche todos en la plaza salen disfrazados y algunos establecimientos hacen concursos de disfraces.
- Domingo de Resurrección. Los quintos adornan con enebros, retamas y palmeras formando un gran arco la plazuela de la iglesia, macetas robadas a los vecinos (los cuales tienen constancia de ello)y la fachada de la iglesia con coronas de flores elaboradas por ellos. A continuación salen la Virgen y Cristo Resucitado para realizar la procesión del Encuentro en la plaza del pueblo, tras la misa se regresa a la plaza para la quema de un muñeco que representa a Judas.
- Mayo: Romería en la ermita de San Andrés de la Dehesa de Balsamaña. Romeros y caballistas salen del campillo. Se degusta productos de la tierra y una parrillada invitada por el ayuntamiento. Carpa con música, paella, grupo flamenco...
- Agosto: Semana Cultural en la segunda quincena con actividades para todos los públicos y conferencias culturales y comarcales organizadas por el Ayuntamiento en colaboración con otras asociaciones.
- Fiestas de Septiembre:' Fiestas patronales en honor de la Santísima Virgen del Castillo. En el que se realizan desfiles de carrozas, encierros, novilladas, verbenas en la plaza, peñas. En el día grande, 8 de septiembre, tiene lugar la gran y emotiva procesión. A la llegada de la Virgen a la plaza, es elevada hasta el balcón central del Ayuntamiento al son de los acordes del himno nacional. Después de una breve homilía del predicador en la que se ensalzan las Glorias de la Santísima Virgen, tiene lugar el canto de la Salve. A su llegada a la iglesia se produce la subasta de los brazos de las andas en el pórtico. Aquel que ofrece un mayor donativo, tiene el honor de meter a la Virgen de vuelta en su iglesia parroquial, mientras el pueblo entona el himno de la Virgen: Óyenos Madre Amorosa.
- The Cornicabral Festival Sound: Durante las fiestas patronales, desde 2012, tiene lugar un festival de música DJ, en el que a lo largo del día 7 de septiembre y la madrugada del día 8, tienen lugar varios eventos musicales temáticos, en diversos escenarios distribuidos por el centro de la localidad. Este festival, cada año tiene una mayor repercusión en la región, contando con los mejores pincha discos de la zona.
- 29 y 30 de noviembre: San Andrés. El día 29 a las ocho de la tarde con el toque de campanas se encienden las tradicionales luminarias, con las que según la tradición, se queman las barbas al santo. Es costumbre ir los muchachos los días anteriores a recoger tomillo para quemar en las luminarias. El día 30, después de la Santa Misa en honor del Santo, tienen lugar en la plaza las tradicionales migas. En los últimos años se ha unido, el fin de semana más cercano, la celebración de la Feria de Artesanía y Oficios antiguos, que cada año es dedicada a un tema pero principalmente a los vettones, antigua civilización que estuvo en nuestras tierras.
- Premios Deza de Poesía: La localidad celebra anualmente, desde 2011, un certamen poético en honor al poeta bayolero Angel Deza Agüero. Cada año se realiza un festival de poesía en el que se entregan los galardones a los poetas ganadores del Certamen. Una cita con la poesía que cada vez tiene mayor impulso y que contó en sus inicios con el poeta Joaquín Benito de Lucas como miembro del Jurado. Actualmente, concurren prestigiosos poetas de todo el mundo a estos Premios, debido a su carácter internacional.